# Misa Credo (Mozart)

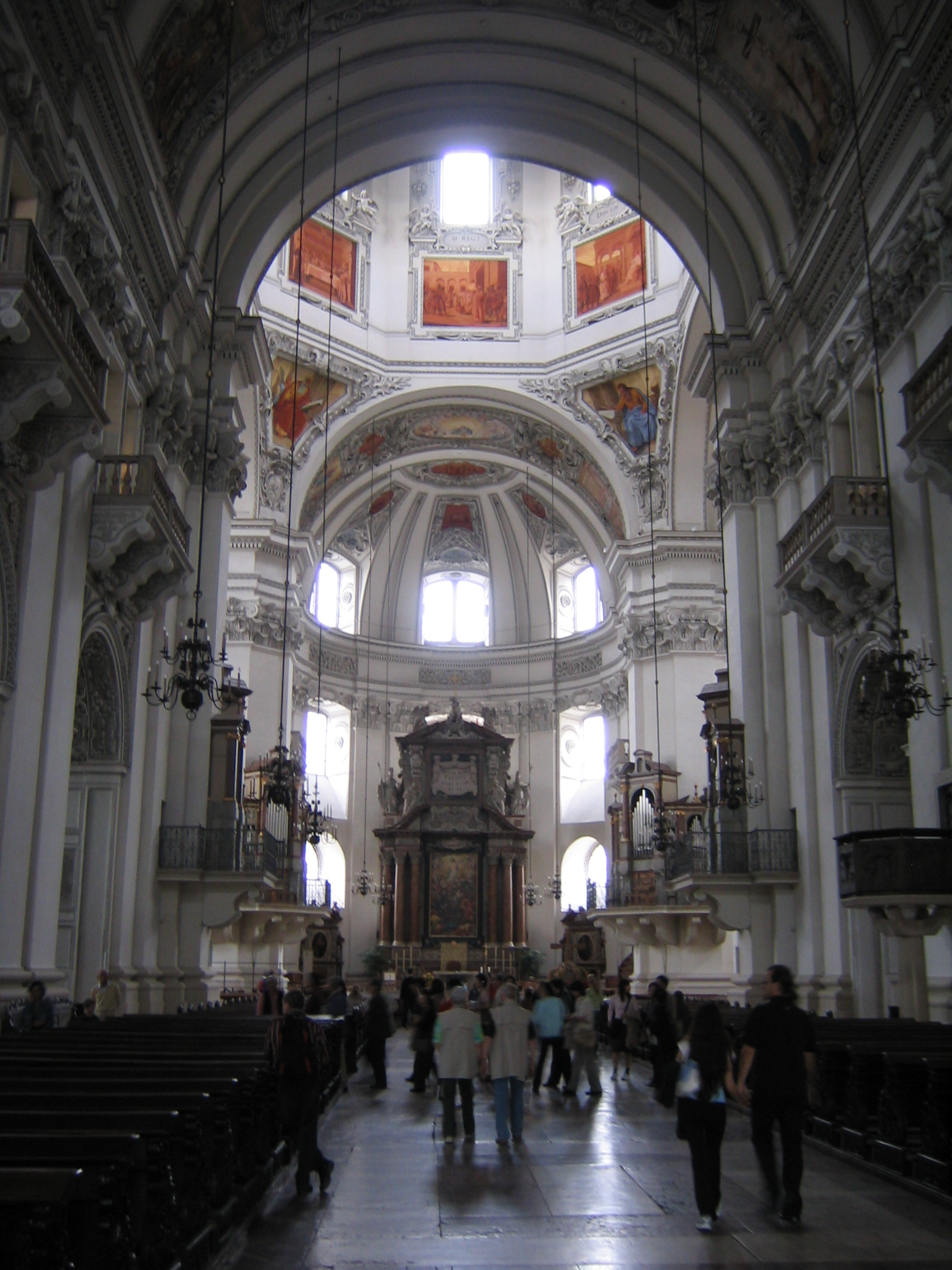
Catedral de Salzburgo.

La Missa brevis n.º 11 en do mayor, K. 257, también conocida como Misa «Credo», es una misa compuesta por Wolfgang Amadeus Mozart para voces solistas, coro de cuatro partes, orquesta y órgano; por su instrumentación y sus características, se consideraría una missa brevis.
Su fecha de composición se ha establecido en el mes de noviembre de 1776 con ocasión de la ordenación de Friedrich Franz Joseph Graf von Spaur, futuro deán de Salzburgo, que tuvo lugar en la catedral de dicha ciudad. Sin embargo, otras fuentes señalan que en realidad fue la Misa Piccolomini la obra que Mozart compuso para dicha ocasión.